# فتحی محمد کامل
فتحی محمد کامل (انگلیسی: Fahti Mohamed Kamel؛ زادهٔ ۲۴ اکتبر ۱۹۵۲) بازیکن بسکتبال اهل مصر بود.